# Jonathan Vaughters
Jonathan Vaughters (ur. 10 czerwca 1973 w Denver) – amerykański kolarz szosowy, obecnie dyrektor sportowy ekipy UCI ProTour Garmin-Sharp.
Jako zawodnik specjalizował się w jeździe indywidualnej na czas i jeździe po górach.

## Kariera zawodowa
Vaughters ściganie rozpoczynał w latach 80., w rodzinnym Kolorado, startując w serii wyścigów dla młodzieży. Wyróżniał się dobrą jazdą na wzniesieniach, co spowodowało, że został szybko uznany za dobrze rokującego zawodnika. W 1993 roku zajął 2. miejsce w Tour of Venezuela, a jego osobą zainteresowała się europejska drużyna profesjonalna - Porcelana Santa Clara. Mimo obaw ze strony rodziców, Jonathan podpisał z nią kontrakt i postanowił rozpocząć zawodową karierę na Starym Kontynencie.
W 1997 roku przeniósł się do amerykańskiej ekipy Comptel. W jej barwach wygrał Mistrzostwa USA w jeździe indywidualnej na czas i zameldował się na 3. miejscu w wyścigu ze startu wspólnego. Te osiągnięcia, w połączeniu z innymi sukcesami na amerykańskiej ziemi, pozwoliły mu na podpisanie profesjonalnego kontraktu z ekipą US Postal. Dwa lata ścigania się w tej drużynie przyniosły największe sukcesy. W 1999 r. zajął 2. miejsce w Dauphiné Libere, ustępując jedynie Aleksanderowi Winokurowowi i wygrywając czasówkę na legendarnym Mont Ventoux (ustanowił również rekord trasy). W tym samym roku udało mu się wygrać Route du Sud. Kolejnym celem w sezonie był Tour de France, na który Vaughters pojechał jako pomocnik Lance'a Armstronga. Jego przygoda we Francji zakończyła się szybko, po kraksach na pierwszych dwóch etapach musiał się wycofać. Te wydarzenia nie tylko doprowadziły do powstania jego pseudonimu, ale również zapoczątkowały postrzegania Vaughtersa jako kolarza nieco pechowego, znajdującego się często w niewłaściwym miejscu i stającego się niewinną ofiarą najróżniejszych kraks i wypadków.
Następne trzy lata kariery Amerykanina to ściganie się we francuskiej grupie Crédit Agricole. Sezon 2000 rozpoczął się dla Vaughtersa dość dobrze - ukończył na podium Tour Méditerranéen, uplasował się na 6. miejscu w Paryż-Nicea i na 5. w
Dauphiné Libere, kończąc etap prowadzący na Mont Ventoux na 4. miejscu. Pech dopadł go podczas 10. etapu Tour de France – upadek na Col de Marie-Blanque uniemożliwił mu kontynuowanie rywalizacji.
W 2001 roku znowu wygrał czasówkę na Mont Ventoux, poprawiając swój najlepszy wynik (pobity dopiero przez Ibana Mayo w 2004 roku). W lipcu wystartował w Tour de France. Na 5. etapie rozegrano 67-kilometrową czasówkę drużynową, a Vaughters i jego koledzy (m.in. Bobby Julich, Thor Hushovd, Stuart O’Grady i Jens Voigt) okazali się bezkonkurencyjni. Pech jednak znowu dopadł Amerykanina, podczas 14. etapu został ukąszony nad prawym okiem przez osę. Stosowany w celach przeciwzapalnych kortyzon nie mógł zostać podany zawodnikowi podczas wyścigu (uznany przez UCI za środek dopingujący), więc Vaughters znowu się wycofał. Na zakończenie sezonu udało mu się zwyciężyć w wyścigu Duo Normand – dwójkowej czasówce (w parze z Jens Voigtem).
W 2002 roku wystartował w Tour de France po raz ostatni. Nie udało mu się ukończyć wyścigu - upadł na zjeździe z Col d'Aubisque. Ten wypadek wpłynął na 30-letniego wówczas Amerykanina - poprosił on o rozwiązanie kontraktu z Crédit Agricole i ogłosił zakończenie kariery, tłumacząc to chęcią spędzania większej ilości czasu z rodziną.
Po powrocie do USA związał się jeszcze na krótko z drużyną Prime Alliance, w barwach której w 2003 roku zakończył ściganie.

## Etymologia pseudonimu
Vaughters przezywany był 'El Gato', co po hiszpańsku znaczy 'Kot'. Nazwa ta wywodzi się od przygody podczas debiutu w Tour de France. W 1999 roku, podczas pierwszego etapu, w wyniku kraksy został wyrzucony z roweru ponad kierownicą, głową do przodu. Zamiast upadku i poważnych uszkodzeń ciała, Amerykanin szczęśliwie wylądował na nogach, co zapewniło mu przydomek, ale i zapoczątkowało jego reputację pechowca.

## Najważniejsze zwycięstwa i sukcesy
- 1995
  - 1. miejsce w Tour of Gila
    - 1. miejsce na 1. etapie
- 1997
  -  Mistrzostwo USA w jeździe indywidualnej na czas
  - 1. miejsce w Tour de Beauce
    - 1. miejsce na 3. i 4. etapie

  - 1. miejsce w Cascade Classic
  - 1. miejsce w Mt. Evans Hill Climb
- 1998
  - 1. miejsce w Redlands Bicycle Classic
    - 1. miejsce na 2. i 3. etapie
- 1999
  - 1. miejsce w Route du Sud
  - 1. miejsce w Mt. Evans Hill Climb
  - 2. miejsce w Dauphiné Libere
    - 1. miejsce na 3. etapie (ITT)[2]
- 2000
  - 3. miejsce w Tour Méditerranéen
  - 6. miejsce w Paryż-Nicea
  - 5. miejsce w Dauphiné Libere
- 2001
  - 1. miejsce w Duo Normand (w parze z Jensem Voigtem)
  - 1. miejsce na 4. etapie Dauphiné Libere (ITT)[2]
- 2003
  - 1. miejsce w Mt. Evans Hill Climb